# Nura bint Abdullah al-Fayez

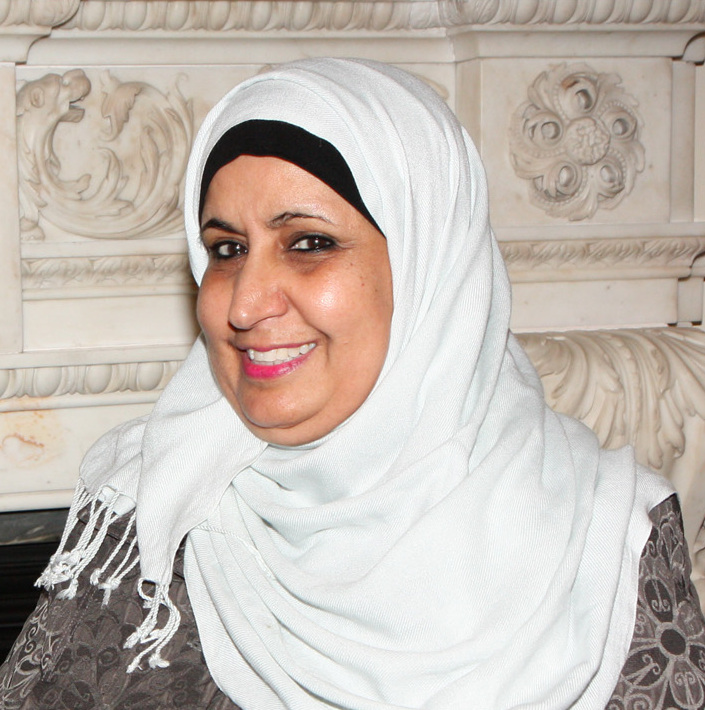
Nura bint Abdullah al-Fayez

Nura bint Abdullah al-Fayez (arabisch نورة بنت عبد الله الفايز, DMG Nūra bt. ʿAbd Allāh al-Fāyiz; * 1956 in Schaqrāʾ)
war vom 14. Februar 2009 bis 2015 stellvertretende Ministerin für Bildung und Erziehung in Saudi-Arabien. In ihrer Zuständigkeit befanden sich die Bildungsanstalten für Mädchen. Sie war die erste Frau in der saudi-arabischen Regierung. Ihre Ernennung erfolgte im Rahmen der Reformbemühungen von König Abdullah.
Nura bint Abdullah al-Fayez beendete 1979 ein Studium an der König-Saud-Universität in Riad mit einem Diplom in Soziologie. 1982 erwarb sie einen Abschluss als Master für Bildung an der Utah State University in den USA. Al-Fayez war vor ihrer Ernennung zur Vizeministerin beim saudi-arabischen Institut für öffentliche Verwaltung tätig.